# ASTRO-B
L'ASTRO-B, batejat com Tenma després d'arribar òrbita, va ser un observatori espacial japonès de raigs X. Va ser llançat el 20 de febrer del 1983 mitjançant un coet Mu des del Centre Espacial d'Uchinoura i va tornar a entrar a l'atmosfera el 17 de febrer del 1988.

## Objectius
El Tenma es va dedicar a l'estudi en raigs X de diferents parts del cel, tant espectroscòpicament com obtenint imatges directes de diferents astres i analitzant les variacions en l'emissió de raigs X d'aquests cossos.

## Característiques
El satèl·lit s'estabilitzava mitjançant girs, podent girar a 0,546, 0,137 o 0,068 revolucions per minut. Disposava d'un telescopi reflector de raigs X, un comptador proporcional de centelleig, un monitor de raigs X per fonts transitòries, un detector de raigs gamma i un sensor estel·lar.